# Stefano Maria Legnani
Stefano Maria Legnani dit le Legnanino (Milan, 16 avril 1661 -  Milan, 4 mai 1713), est un peintre baroque italien.

## Biographie
Fils d’Ambrogio, un modeste peintre élève de Giuseppe Nuvolone et originaire de Saronno qui avait décoré l’église de San Francesco, Stefano fut nommé aussi le Legnanino (« le petit Legnani ») pour le distinguer de son père.

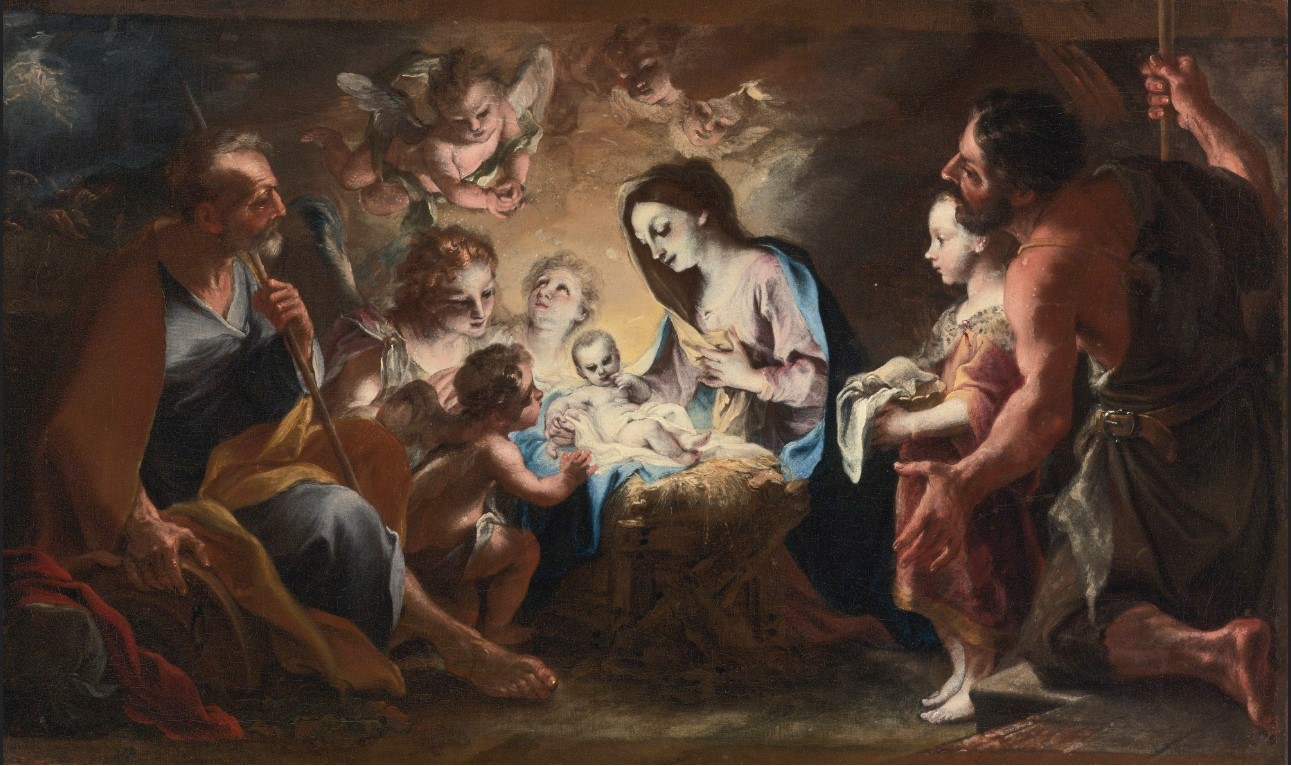
Adoration des bergers

En 1663 la famille part à Saronno, et retourne à Milan en 1672, fixant sa résidence dans le quartier de la paroisse Santa Maria Beltrade.
Stefano, ayant appris les premiers enseignements du père, en 1683 va à Bologne, élève de Carlo Cignani, et en 1686 il est à Rome, où il collabore avec Carlo Maratta, en exécutant le retable de La Sainte Famille dans l’église de San Francesco a Ripa. Retourné à Milan vers le 1687, il travaille dans les églises San Marco et San Francesco et il peint à fresque l’arc triomphal de l’église Sant'Angelo et, dans la chapelle Sainte-Savina de la basilique Sant’Ambrogio, la Prédication de saint Sébastien.
De ce temps, il obtint plusieurs commissions en décorant en 1691 le sanctuaire de la Beata Vergine dei Miracoli à Saronno, puis l’église des Santi Cosma e Damiano à Uboldo, la basilique San Gaudenzio de Novare et la XVIe chapelle du Sacro Monte à Orta. Il y représente les Scènes de la vie de saint François, le Saint François conduit en ciel par les anges et le Miracle de l’hémorroïsse. Dans le Sacro Monte, près de Varèse, il peignit à fresque un Ecce Homo et, à l’huile, le retable du Congé de Christ.

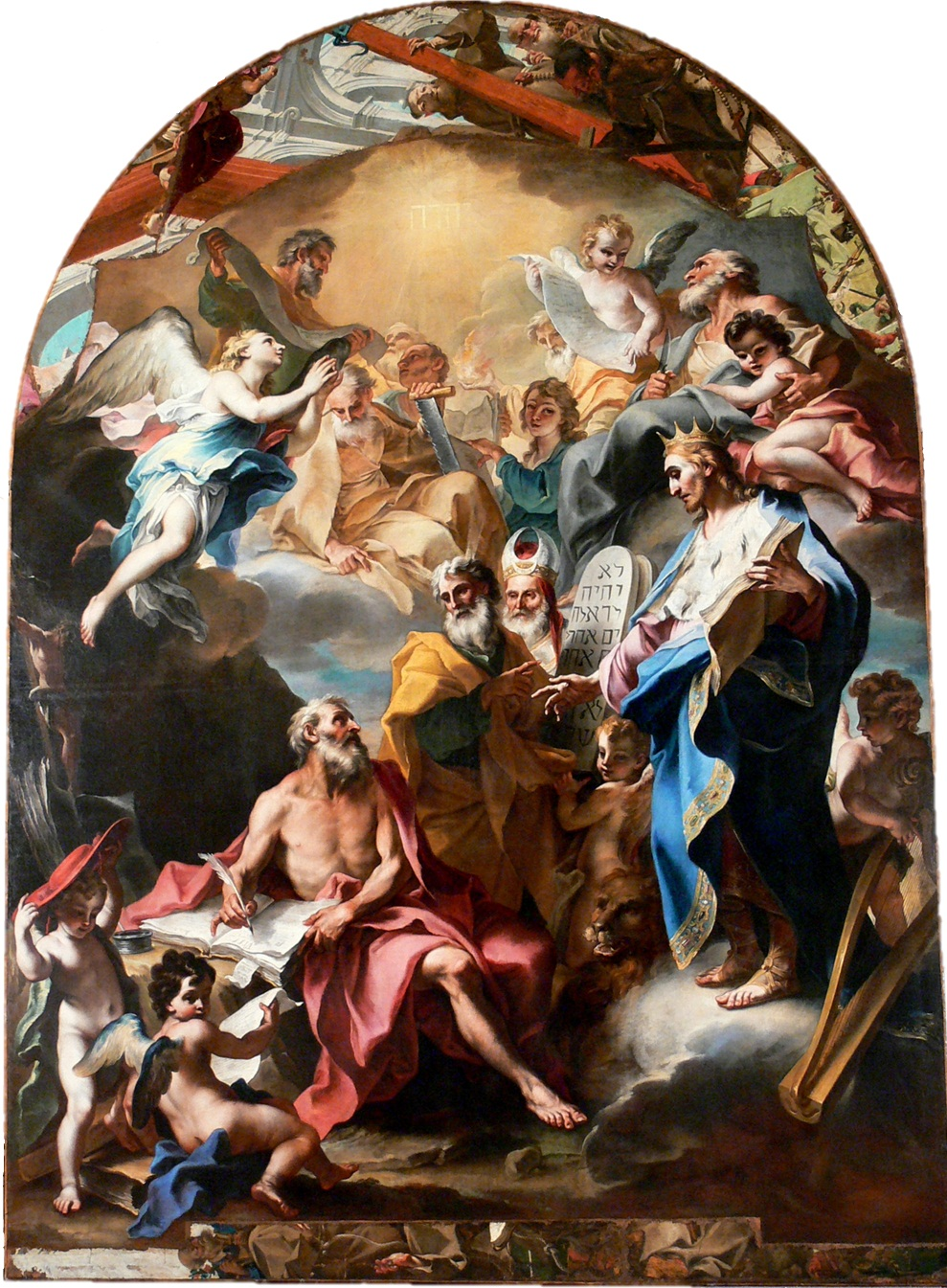
Saint Jérôme traduit les Saintes Ecritures

Depuis un séjour à Turin en juin 1694, où il travaille à la décoration monochrome du plafond de la chapelle de la Pia Congregazione dei Banchieri e dei Mercanti, représentant le Paradis avec saints et sibylles, en octobre il se marie avec Caterina Sampietro.
En 1696 il décore la cathédrale de Monza avec les fresques de la Gloire de saint Jean-Baptiste – dont les ébauches sont conservées en sacristie.  En décembre il est inscrit à l’Accademia di San Luca, et il devient directeur de l'Académie du dessin.
En 1699 Legnani travaille encore à Turin aux décorations des palais Provana et Carignano, où il décore une douzaine de salles et une galerie avec de sujets mythologiques et allégoriques et à Lodi il peint à fresque le chœur de l’église de l'Incoronata avec les Histoires d'Ester, considérées comme son chef-d’œuvre.
Pendant une brève période en 1710 à Gênes il décore l’église de San Filippo avec un Saint Filippo en gloire avec la Vierge et l’Enfant et anges, La Prédication de saint Filippo et le Saint Filippo administrant les Sacrements, il retourne à Milan, où il meurt le 4 mai 1713, selon les registres de la paroisse de Santo Stefano in Borgogna.

## Autres œuvres
- Marie-Madeleine,  109 cm × 90 cm, Museo Civico, Crema,
- Marie-Madeleine, 85 cm × 63 cm,  collection privée, Milan,
- Saint en prière, 100 cm × 136 cm,  collection privée, Milan
- Saint Pierre libéré de l’ange, 108 cm × 84 cm, collection privée, Milan
- La foudre tue les Juifs profanateurs de l'hostie, 215 cm x 155 cm, Musée de la Chartreuse de Pavie
- Apparition de la Vierge à saint Filippo Neri, huile sur tableau de 46 cm × 42 cm, Museo Civico,  Savone
- Saint Jérôme traduisant les Saintes Écritures,